# Санта на продажу
«Санта на продажу» (англ. Rare Exports, дословно — «Редкостные экспортные товары») — кинофильм режиссёра Ялмари Хеландера, вышедший на экраны в 2010 году.
Тэглайн фильма: «В это Рождество в Санту поверят все».
В России фильм вышел в прокат 2 декабря 2010 года. Дистрибьютор: Top Film Distribution.

## Сюжет
В финской Лапландии на вершине сопки Корватунтури американская компания Subzero Inc. ведёт бурение. За 24 дня до Рождества на глубине свыше 400 м найден слой опилок толщиной около 20 метров, а ниже — слой льда. Инициатор буровых работ мистер Райли рассказывает рабочим, что Корватунтури на самом деле не сопка, а гигантский погребальный курган, насыпанный много столетий назад саамами. Древние жители сделали курган и сохранили под ним во льду нечто ценное. Райли приказывает начать взрывные работы, чтобы проникнуть в саму гробницу к Рождеству. Он жаждет добыть то, что в ней сокрыто. Этот рассказ подслушали два местных мальчика Пиетари (фин. Pietari) и Юусо (фин. Juuso), которые тайком пробрались на закрытую территорию. Пиетари думает, что там похоронен Йоулупукки (Санта-Клаус), поскольку всем детям рассказывают, что Йоулупукки живёт на вершине Корватунтури, а Юусо же уже давно не верит в эти детские сказки.
Пиетари живёт с отцом Рауно, который занимается разведением оленей, а также работает мясником. За день до Рождества оленеводы деревни собираются, чтобы согнать стадо. Однако обнаруживается, что кто-то перебил почти всё стадо оленей, и люди оказываются на грани банкротства.
Ночью накануне Рождества в ловушку, приготовленную Рауно, попадает таинственный старик. Вскоре выясняется, что во многих домах пропали электрические приборы, нагреватели, фены, кто-то украл мешки, в которых хранился картофель, но самое главное — пропадают дети.
Тем временем Рауно и его соседи Аймо и Пиипаринен пытаются выяснить, что за старик попал им в руки. Наконец, Петари удаётся убедить их, что это сам Санта-Клаус, извлечённый изо льда, и они решают продать его Райли, чтобы компенсировать свои потери из-за гибели оленей. Однако при встрече оказывается, что это вовсе не Санта, а лишь один из прислуживающих ему эльфов. Именно эльфы похитили детей и ждут, когда их повелитель окончательно оттает и освободится из глыбы льда, в которой он был заключён в течение многих столетий. Чтобы разом решить проблему, отважные финские оленеводы решают взорвать Санту динамитом. Для оставшихся эльфов они устраивают «курс переподготовки», и к следующему Рождеству рассылают их по всему миру в качестве «подлинных лапландских Сант».

## В ролях
- Йорма Томмила — Рауно
- Онни Томмила — Петари
- Томми Корпела — Аймо
- Рауно Ювонен — Пиипаринен
- Пер Кристиан Эллефсен — Райли
- Питер Якоби — Санта
- Джонатан Хатчингс — Брайан Грин, буровой мастер (руководитель буровой бригады)
- Ристо Салми — шериф
- Илмари Ярвенпяя — Юусо